# Łukasz (Murjanka)
Łukasz, imię świeckie Mark Pietrowicz Murjanka (ur. 10 listopada 1951 w Filadelfii) – duchowny Rosyjskiego Kościoła Prawosławnego poza granicami Rosji, od 2019 biskup Syracuse i sufragan eparchii wschodnioamerykańskiej i nowojorskiej.

## Życiorys
Urodził się w prawosławnej rusińskiej rodzinie emigrantów z Zakarpacia. W dzieciństwie uczęszczał do cerkwi św. Michała Archanioła w Filadelfii, należącego wówczas do Metropolii Ameryki Północnej. Podczas studiów w Hartwick College w Oneonta w stanie Nowy Jork (dyplom w 1973 r.) uczęszczał do monasterzu Świętej Trójcy w Jordanville. W tym czasie postanowił zostać mnichem i za zgodą rodziców wstąpił do Seminarium Teologicznego Świętej Trójcy w Jordanville, gdzie złożył prośbę o przyjęcie w poczet mnichów klasztoru.
W 1976 w monasterze Świętej Trójcy w Jordanville został przyjęty do stanu mniszego jako posłusznik. Pracował w klasztornych warsztatach introligatorskich i malarskich, a w 1980 został postrzyżony w małą schimę z imieniem Łukasz, ku czci św. Łukasza Ewangelisty. Święcenia kapłańskie przyjął 12 lipca 1981.
W 1981 r. ukończył studia na Uniwersytecie w Syracuse (stan Nowy Jork). Pracował na studiach doktoranckich na University of New York w Albany. W Seminarium Teologicznym Świętej Trójcy przez kilka lat pełnił posługę dziekana.
21 maja 2008 r. został wybrany przełożonym monasteru Świętej Trójcy w Jordanville. We wrześniu 2008 roku Synod mianował go rektorem seminarium prawosławnego w Jordanville.
6 grudnia 2018 r. Synod Rosyjskiego Kościoła Prawosławnego poza granicami Rosji nominował go na biskupa Syracuse, wikariusza Wschodnio-Amerykańskiej eparchii. 28 grudnia decyzja ta została zatwierdzona na posiedzeniu Świętego Synodu Rosyjskiego Kościoła Prawosławnego.
Chirotonię biskupią otrzymał 12 lutego 2019 w soborze Trójcy Świętej w monasterze Trójcy Świętej w Jordanville.